# Лісові пожежі в Чорнобильській зоні (2020)
Лісові пожежі в Чорнобильській зоні відчуження у квітні 2020 року — лісові пожежі, що почались 4 квітня у Чорнобильській зоні відчуження на території Котовського лісництва між смт Поліське, селами Тараси та Володимирівка, а згодом і у Житомирській області. Масштабну лісову пожежу в Чорнобильській зоні вдалося загасити через 10 діб, 16 квітня через сильний вітер знову виник відкритий вогонь. До гасіння було залучено близько 1200 осіб та понад 120 одиниць техніки. Гасіння пожеж ускладнювалося частою зміною напрямку вітру, а також відсутністю протипожежних доріг у важкодоступних місцях, куди не могла заїхати техніка.
Протягом першого тижня пожежа охопила території Корогодського, Котовського та Денисовецького лісництв. Згоріли території колишніх сіл Лелів, Копачі, Поліське, Грезля, Рудня-Грезлянська, Ковшилівка, Варовичі, Буда-Варовичі, Мартиновичі, Смарагдовий, Волхов, Чистогалівка, згоріла територія Рудого лісу, закрите військове місто Чорнобиль-2, постраждало місто Чорнобиль. Пожежа не зашкодила ЧАЕС. Втрачено об'єкт на туристичному маршруті ‒ піонерський табір «Казковий».

## Хронологія подій

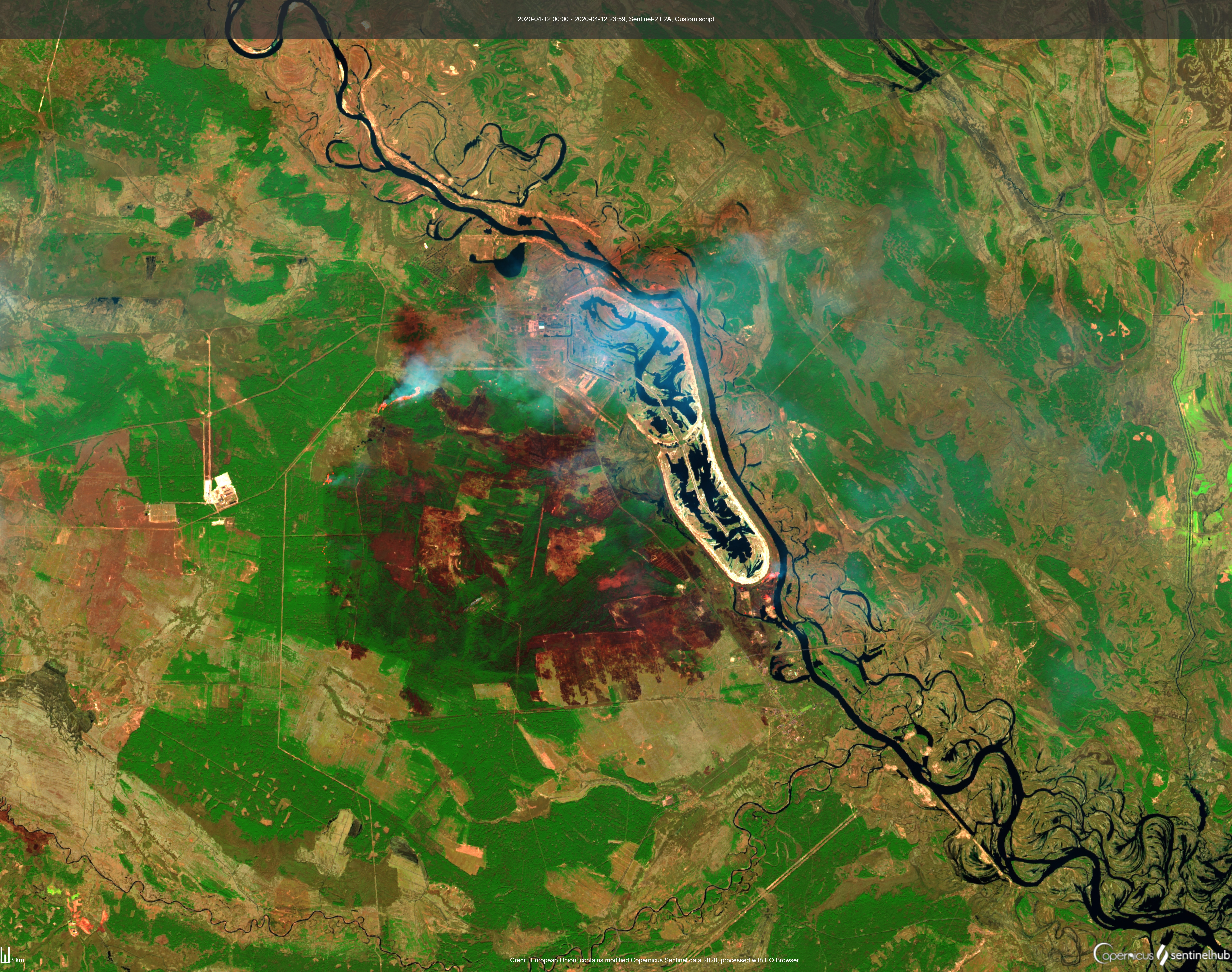
Космічне зображення масштабів поширення пожежі на території поблизу ЧАЕС 12 квітня

Пожежа розпочалася на західному Чорнобильському радіоактивному сліді на межі населеного пункту Народичі та заплави річки Уж орієнтовно біля 16—17:00 3 квітня 2020 року. Першого ж дня вогонь розповсюдився на площу понад 20 га. Вітер підсилював інтенсивність горіння і 4 квітня пожежа охопила ліс територією 20 гектарів в Зоні відчуження поблизу села Володимирівка на території Котовського лісництва. Для пожежогасіння було залучено пожежні машини та авіацію, до ліквідації було залучено 362 особи і 89 одиниць техніки, серед якої літаки та вертольоти. Гасіння ускладнювалось підвищеним радіаційним фоном. За тиждень здійснено 280 вильотів та скинуто близько 1500 тонн води. З першого ж дня працювала авіація.
5 квітня площа пожежі оцінювалась у 100 га лісу.
6 квітня поліція встановила зловмисника, 27-річного жителя села Рагівка, за вини якого вогнем знищено 5 га Котовського лісництва на території зони відчуження.
7 квітня пожежа трав'яного настилу та лісової підстилки продовжувалась між смт Поліське та селом Володимирівка (10, 16 квартал) на площі близько 6,5 га та поблизу села Рудня-Осошня (58, 77, 79 квартал) на площі близько 4 га. 6—7 квітня на допомогу виїхали 25 чоловік особового складу та 5 пожежних автоцистерн підвищеної прохідності Рівненського гарнізону служби порятунку, а також 21 рятувальник з Полтави та Лубен.
9 квітня тривало гасіння тління трав'яного настилу окремими осередками на території Денисовецького, Котовського та Корогодського лісництв. Станом на 8 квітня площі пожеж оцінено у 3,5 тис. га.
Вже станом на 11 квітня пожежа завдала збитків на десятки мільйонів гривень, вогонь пройшов 3,5 тис. га землі.
13 квітня вогонь пройшов станцію Янів та дістався Прип'яті. Цього дня вогонь було зафіксовано за 2 км від сховища радіоактивних відходів Підлісний. Продовжувалось гасіння пожежі в Корогодському та Денисовецькому лісництвах. Пожежу в Котовському лісництві було повністю ліквідовано. Основні осередки пожеж — поблизу сіл Новий Мир, Стара Рудня, Кливини та Чистогалівка. Близ села Чистогалівка через пориви вітру вогонь перекинувся через автошлях, досягши залізничної станції Янів.
Цього ж дня виник третій осередок пожежі. Поліцейські встановили, що до неї був причетний 37-річний житель Іванківського району. Чоловік спалював сміття вдома, а рештки тліючого багаття вивіз за село і висипав на суху траву. Увечері на Київщині, над зоною відчуження, пішов дощ.
14 квітня виявлено нові загоряння в селі Крива Гора Паришівського лісництва та в районі станції Янів Луб'янського лісництва. Продовжились ліквідації окремих осередків тління лісової підстілки поблизу сіл Чистогалівка та Лелів на території Корогодського лісництва. Окремі зони займання фіксувались у Денисовицькому, Котовському, Корогодському, Паришівському та Луб'янському лісництвах. За даними Служби з надзвичайних ситуацій станом на цей день інженерною технікою було створено 110 км мінералізованих смуг. Всього на території зони відчуження залучено 500 осіб та 110 одиниць техніки, в тому числі 3 літаки і 3 вертольоти. За оцінками туроператорів в Чорнобильській зоні було знищено вогнем 30 % туристичних об'єктів. Того ж дня пожежу вдалося загасити.
15—16 квітня продовжилось тління пеньків та деревини. Увечері 16 квітня пожежа відновилася, з'явився відкритий вогонь. Причиною цьому послужив сильний вітер. Основні осередки тління знаходились в районі сіл Новий Мир, Кливини, Весняне, Вільшанка, Красне та Бовище. В районі села Корогод з'явилися нові осередки пожежі вздовж лінії електропередач. Смог від пожеж віднесло на понад 757 км від осередків загоряння.
17 квітня тривало гасіння осередків тління в Корогодському, Дитятківському, Паришівському та Денисовицькому лісництвах.
Допомогу у ліквідації лісових пожеж на території Зони відчуження запропонувала Велика Британія, Німеччина.
18 квітня тривало гасіння пожеж на території Корогодського, Луб'янського, Паришівського, Дитятківського та Денисовицького лісництв.
21 квітня кілька осередків вогню досі не було загашено. Так, у Чорнобильській зоні пожежі продовжувались на території Корогодського, Луб'янського, Паришівського, Дитятківського і Денісовицького лісництв. Найбільші зусилля пожежних було спрямовано на гасіння трьох осередків поблизу сіл Розсоха, Крива Гора, Рудьки і Буряківка. На Житомирщині пожежі продовжувались на території Овруцького лісгоспу та поблизу сіл Жолудівка, Журба та на території Словечанського лісгоспу. [Архівовано 4 травня 2020 у Wayback Machine.]
23 квітня рятувальники створили 800 км мінералізованих протипожежних смуг і продовжувала локалізацію пожеж на території Луб'янського, Паришівського, Дитятківського і Денисовицького лісництв з осередками у селах Розсоха, Крива Гора, Рудьки, Буряківка. Продовжували тліти пеньки, залишки деревини, торфовики.
24 квітня продовжувалась локалізація 2 осередків тління пеньків, залишків деревини (села Крива Гора та Рудьки–Буряківка) та торф'яників в осередках, пройдених вогнем.
Станом на 3 травня пожежні продовжували гасити лісову підстилку, пні та деревину в окремих місцях колишніх пожеж в Київській та Житомирській областях.

## Забруднення повітря

Рівні забруднення ізотопом цезію-137 станом на 1996 рік

За даними Держслужби з надзвичайних ситуацій радіаційний фон у Києві та в області станом на 13 квітня був у нормі, а підвищення рівня фіксували лише в осередку вогню.
Інформація щодо прогнозних розрахунків руху потенційно забруднених повітряних мас оприлюднювала Державна інспекція ядерного регулювання України. З 6 квітня 2020 року Державний центр з ядерної та радіаційної безпеки інформував щодо стану радіологічних наслідків пожеж у природних екосистемах зони відчуження та зони безумовного відселення. Державне агентство України з управління зоною відчуження оприлюднювала ситуаційну картосхему пожеж та моделювання поширення хмари від пожеж.
17 квітня забруднене повітря з Київщини зафіксували в Черкаській, Полтавській та Дніпропетровській областях, за даними Гідрометцентру, концентрація шкідливих речовин у повітрі при цьому знижувалось.

## Причини та розслідування
Серед можливих причин пожежі спочатку було названо дії сталкерів. Серед основних причин, що розглядаються слідством:
- вогонь дійшов до зони відчуження з Житомирської області з боку Древлянського заповідника;
- замикання з іскрою на лініях електропередач, від чого загорілась суха трава;
- навмисні підпали (зафіксовано осередки пожежі, які були далеко один від одного)[39]

За даними Держслужби з надзвичайних ситуацій, причиною однієї з пожеж у Чорнобильській зоні став навмисний підпал сухої трави жителем прилеглого до зони відчуження села Рагівка.
14 квітня було затримано 37-літнього чоловіка, який за даними поліції причетний до пожежі. За даними слідства, той палив сміття, далі рештки тліючого багаття візком вивіз за село й висипав на суху траву, яка згодом загорілася.
За іншим даними поліціянтів, 27-літній селянин зізнався, що тричі підпалював суху траву задля забави, а коли вогонь вітром перекинуло далі, не зміг загасити багаття. Швидкому поширенню пожежі сприяла пересохла земля та багато сухостою, повалених дерев у лісі, адже лісогосподарська діяльність у зонах відчуження та безумовного (обов'язкового) відселення заборонена законом.
16 квітня поліціянти затримали іншого підозрюваного, жителя села Старі Соколи. За даними поліції, 37-літній чоловік палив сміття, що стало причиною займання на території зони відчуження 13 квітня.

## Завдана шкода
Пожежа завдала шкоди рослинному та тваринному світу, вплинуло на стан збереження природних екосистем та здатність ними надавати екосистемні послуги. Вогнем знищено частину лісів, 12 віддалених сіл, цвинтарі. Станом на 17 квітня 2020 року уже згоріли території колишніх сіл: Лелів та санаторій «Смарагдовий» поблизу нього, Копачі, Поліське, Грезля, Рудня-Грезлянська, Ковшилівка, Варовичі, Буда-Варовичі, Мартиновичі, Волхов, Чистогалівка. Згоріла територія військового міста Чорнобиль-2, від пожежі постраждало місто Чорнобиль.
Станом на 17 квітня 2020 року, роботи з ліквідації пожеж ще не завершені, загальну площу пожеж оцінити неможливо. Попередня оцінка площі пожеж становить близько 11 500 га.
Загалом від пожеж постраждало близько 5 % території заповідної території, 11,5 тисяч га у південно-західній частині Чорнобильського заповідника.